# Acronicta thoracica
Acronicta thoracica là một loài bướm đêm trong họ Noctuidae.